# Fun in Acapulco (álbum)
Fun in Acapulco es el decimonoveno álbum de estudio del músico y cantante estadounidense Elvis Presley, publicado por la compañía discográfica RCA Victor en noviembre de 1963. Las sesiones de grabación tuvieron lugar en los Radio Recorders de Hollywood los días 22 y 23 de enero de 1963, así como el 26 y 27 de mayo en los RCA Studio B de Nashville. Alcanzó el tercer puesto en la lista estadounidense Billboard 200.

## Contenido
El tercero de sus «largometrajes de viaje» para Paramount Pictures después de Blue Hawaii y Girls! Girls! Girls!, Fun in Acapulco encuentra a Elvis en México. Los compositores habituales de Presley entregaron canciones relacionadas con la cultura mexicana, con títulos como "Marguerita", "El toro", "You Can't Say No in Acapulco" y "The Bullfighter Was a Lady". La banda sonora también incluyó el clásico "Gualadajara" de Pepe Guizar. Con el cambio de la rutina normal, y la suma de los trompetistas Rudolph Loera y Anthony Terran, Presley dedicó más entusiasmo a estas canciones con respecto a sus últimas bandas sonoras. Cuatro de las canciones fueron incluidas en el recopilatorio de 1995 Command Performances: The Essential 60's Masters II: "Fun in Acapulco", "Mexico", "Marguerita" y "Bossa Nova Baby".
"Bossa Nova Baby" llegó a las tiendas un mes antes que la banda sonora a modo de sencillo, con "Witchcraft" como cara B. El sencillo llegó al puesto ocho en la lista estadounidense Billboard Hot 100.

## Lista de canciones
| Cara A |                                               |                                        |          |  |
| N.º    | Título                                        | Escritor(es)                           | Duración |  |
| 1.     | «Fun in Acapulco»                             | Ben Weisman and Sid Wayne              | 2:30     |  |
| 2.     | «Vino, Dinero y Amor»                         | Sid Tepper and Roy C. Bennett          | 1:55     |  |
| 3.     | «México»                                      | Sid Tepper and Roy C. Bennett          | 1:59     |  |
| 4.     | «El Toro»                                     | Bill Giant, Bernie Baum, Florence Kaye | 2:42     |  |
| 5.     | «Marguerita»                                  | Don Robertson                          | 2:42     |  |
| 6.     | «The Bullfighter Was a Lady»                  | Sid Tepper and Roy C. Bennett          | 2:04     |  |
| 7.     | «(There's) No Room to Rhumba in a Sports Car» | Fred Wise and Dick Manning             | 1:53     |  |

| Cara B |                                                 |                                        |          |  |
| N.º    | Título                                          | Escritor(es)                           | Duración |  |
| 1.     | «"I Think I'm Gonna Like It Here"»              | Don Robertson and Hal Blair            | 2:53     |  |
| 2.     | «"Bossa Nova Baby"»                             | Jerry Leiber and Mike Stoller          | 2:02     |  |
| 3.     | «"You Can't Say No in Acapulco"»                | Sid Feller, Dolores Fuller, Lee Morris | 1:55     |  |
| 4.     | «Guadalajara»                                   | Pepe Guízar                            | 2:43     |  |
| 5.     | «"Love Me Tonight" (bonus track)» (bonus track) | Don Robertson                          | 2:00     |  |
| 6.     | «Slowly But Surely»                             | Ben Weisman and Sid Wayne              | 2:12     |  |

## Personal
- Elvis Presley – voz
- The Jordanaires – coros
- The Amigos – coros
- Anthony Terran, Rudolph Loera – trompeta
- Scotty Moore – guitarra eléctrica
- Barney Kessel – guitarra acústica
- Tiny Timbrell – guitarra acústica, mandolina
- Dudley Brooks – piano
- Ray Seigel – contrabajo
- Emil Radocchi – percusión
- D. J. Fontana, Hal Blaine – batería

## Posición en listas
| País           | Lista                | Posición |
| -------------- | -------------------- | -------- |
| Estados Unidos | Billboard Pop Albums | 3        |